# جندي الشتاء (رواية)
جندي الشتاء هي رواية تاريخية صدرت عام 2018 كتبها الكاتب الأمريكي دانيال ماسون. تدور أحداث الرواية في فيينا عام 1914، وتحكي قصة لوسيوس، طالب الطب البالغ من العمر 22 عامًا والممرضة في المستشفى الميداني بعد اندلاع الحرب العالمية الأولى. تركز الرواية على موضوعات تشمل الحرب والممارسات الطبية التاريخية والأسرة ودور الصدفة في تكوين العلاقات والتاريخ والتكفير عن الذنب. ويصف أيضًا الأصول والعلاج المبكر لما وصفه ماسون بأنه "مرض جديد ولد من رحم الحرب"، وهو اضطراب ما بعد الصدمة.
منذ إصدار الكتاب، صرح ماسون أن عنوان الكتاب يشير إلى كل من شخصية هورفاث والشخصية الرئيسية لوسيوس، قائلاً: "على الرغم من أن اللغز التشخيصي هو هورفاث، إلا أن اهتمامي ينصب على من هو لوسيوس. العنوان يشير إلى كليهما. لكن جندي الشتاء الحقيقي هو الطبيب، والتحقيق الحقيقي هو في الصدمة والندم الذي أصابه.